# Carlo Pasquini

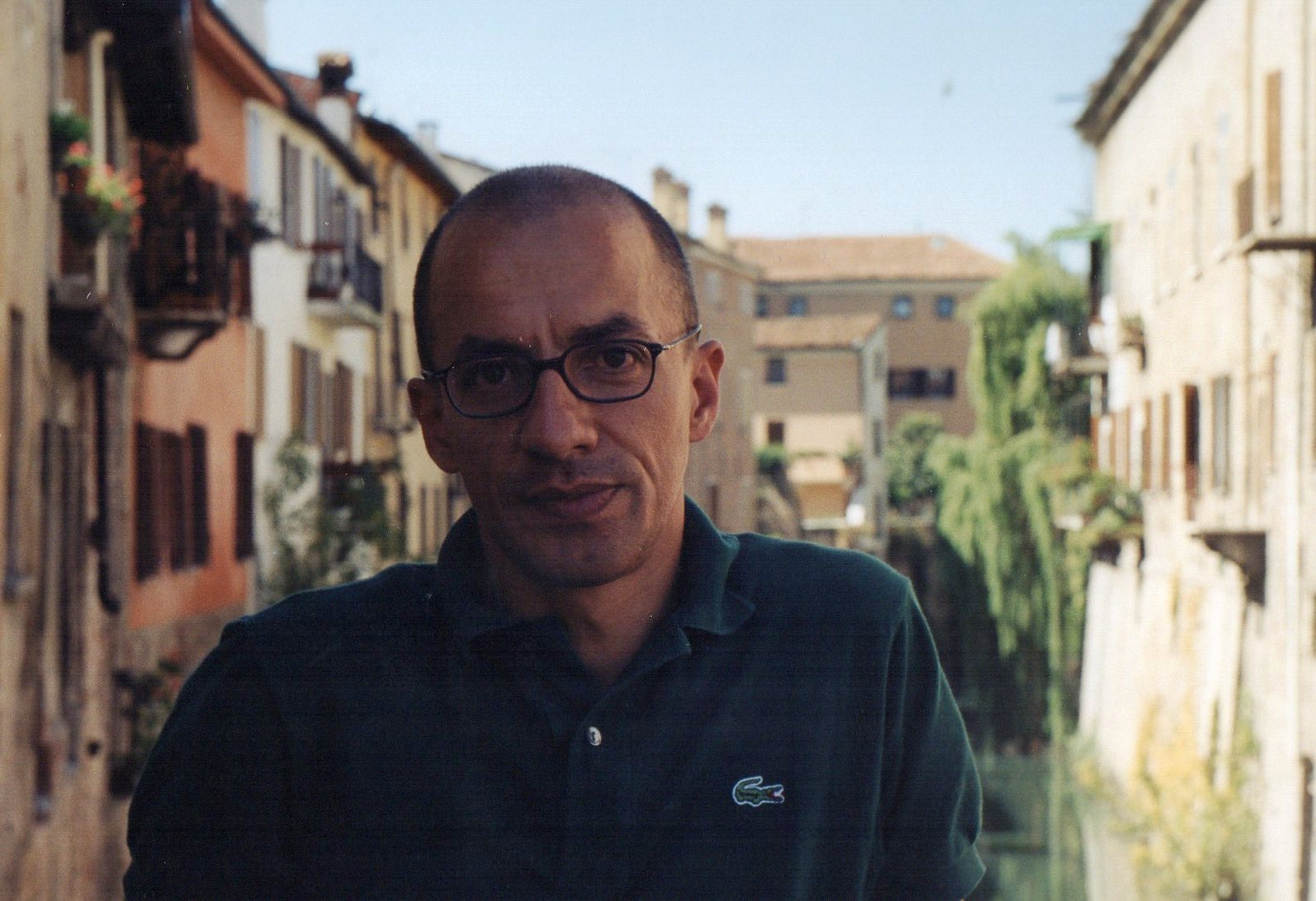

Carlo Pasquini (Montevarchi, 2 aprile 1956) è un regista e scrittore italiano.

## Biografia
Nel 1976 conosce a Montepulciano il compositore Hans Werner Henze che lo introduce in ambienti artistici tra i più fertili del periodo.
Nel 1980 si diploma in Regia presso il Centro Sperimentale di Cinematografia di Roma, lavorando poi sempre nel teatro lirico e di prosa. È stato assistente, tra gli altri, di Ugo Gregoretti, Sandro Sequi, Micha van Hoecke, Filippo Crivelli e, per diversi anni, di Mauro Bolognini. Ha firmato una biografia sul regista statunitense Arthur Penn pubblicata da Castoro Nuova Italia. Ha collaborato per diversi anni con la rivista Frigidaire che ha pubblicato numerosi suoi racconti, illustrati - tra gli altri - da Tanino Liberatore e Andrea Pazienza. Ha vissuto a Roma, Milano e Berlino.
È stato per 10 anni (dal 2003 al 2013) collaboratore artistico del Teatro Povero di Monticchiello con il quale ha vinto il Premio Ubu 2011. Nel 2003 ha scritto il libretto della nuova opera di Detlev Glanert I tre indovinelli (Die drei Raetsel - edizioni Boosey & Hawkes), prodotta dal Teatro dell'Opera di Halle sul Saale. Ha diretto drammi di Witkiewicz, Sartre, Wedekind, Ford, Genet, Brecht, Marivaux, Nabokov, J.Fosse, V. Parrella, R. Kricheldorf e V.Diana . Per il teatro lirico, più recentemente, una edizione del Flauto magico di Mozart e l'opera per bambini Brundibar di Krasa. Per i bambini ha fondato una Compagnia Internazionale, scrivendo per loro testi come Di qua e di là (2005), Paraponzipero, (2006) L'Egomostro, (2007) Aula M, (2008) Totonella Totonella (2009) e Mortacci (2010).
Le ultime regie di prosa, realizzate e prodotte con il Teatro Povero di Monticchiello e la Fondazione Cantiere Internazionale d'Arte di Montepulciano, sono state: Caligolaaa! (2004) da Camus, Platone e Kafka; Il favoloso Cincinnato (2005) una riduzione da un romanzo di Nabokov; Fernet Branca (2005 – (Festival di Montalcino) una riduzione da racconti di D.F. Wallace; Il signor Puntila e il suo servo Matti da Brecht (2006); Barbatelle un vaudeville sui vini di G. Cignozzi (2007) e L'invenzione di Valzer di Nabokov. Nel 2008 ha scritto il libretto Kami & Kaze, per il compositore iraniano Kamran Khacheh. Nel 2009 ha firmato la regia di Il bel pianeta, una contaminazione tra il testo di Dürrenmatt e le strisce del disegnatore statunitense Johnny Hart. Nel 2009 ha ripreso la collaborazione con il Cantiere Internazionale d'Arte di Montepulciano realizzando la regia di due pezzi di Brecht del 1930: Il consenziente con musiche di Kurt Weill e La linea di condotta con musiche di Hanns Eisler (prima rappresentazione assoluta in Italia). Ha inoltre scritto la piece Dedalus, ispirata a Joyce, recitata da 100 attori e musicata da Norberto Oldrini e Stefano Taglietti. Nel 2010 l'elaborazione di un testo di Aristofane reintitolato Lisa del Salarco e un breve componimento per la Compagnia dei ragazzi di Monticchiello: Vampiri a Monticchiello gli procurano diversi riconoscimenti e citazioni nella stampa nazionale. Per il Cantiere Internazionale d'Arte di Montepulciano scrive e mette in scena La cattiva vita di Truculentus; libera trasposizione da Plauto con un ensemble di 50 attori e nel 2011 il suo primo Shakespeare Un sogno di mezza estate, con le scene dell'artista visuale Giuseppe Ragazzini.
Nel 2012 scrive e mette in scena per la Compagnia del Teatro Povero di Monticchiello "Mortacci: il ritorno" e successivamente, per la Fondazione Oliver Twist di Milano Pinocchio meneghino che va in scena al Piccolo Teatro di Milano.
Di nuovo per il Cantiere d'Arte di Montepulciano mette in scena La bottega del caffè di Carlo Goldoni. Per la stagione del Teatro Poliziano (2014) I Sommersi, liberamente tratto da Die Cannibalen di George Tabori; (2015); La ragazza sul divano di Jon Fosse; e Un'ora di tranquillità di Zeller e per il 40° Cantiere Internazionale d'Arte di Montepulciano il libretto e la regia di "Idroscalo Pasolini" opera lirica su musica di Stefano Taglietti. Nel 2016 presenta l'atto unico di Valeria Parrella L'incognita Mah ! e l'anno successivo la fiaba nera di Rebekka Kricheldorf Principessa Nicoletta, prima nazionale assoluta. Nel 2018 fonda Formare una Compagnia composta da giovani attori e con il patrocinio dell'Europäische Akademie für Musik und Darstellende Kunst di Montepulciano con la quale realizza Sesso & Giardinaggio da Nigel Williams (2018) e Giulietta e Romeo come li immaginavo prima di leggerli di Carlo Pasquini (2019) e, per il Cantiere Internazionale d'Arte un'edizione completa di Ein Sommernachtstraum  di Felix Mendelssohn Bartholdy per attori, corpo di ballo, coro, voci soliste e grande orchestra diretta da Roland Boer. Successivamente con la Compagnia realizza Propizio è sapere ove recarsi di C.Pasquini (2020) Montepulciano, 44° Cantiere Internazionale d’Arte; Va tutto per il verso giusto di C.Pasquini (2022) Sarteano; Stagione teatrale Arrischianti e La palestra della felicità di Valentina Diana (2023) Teatro Poliziano; Montepulciano.
|  |  |  |
|  |  |  |
|  |  |  |

| Controllo di autorità | VIAF (EN) 7650562 · ISNI (EN) 0000 0000 0279 6381 · SBN CFIV120507 · GND (DE) 1122134444 · BNF (FR) cb14694412p (data) |